# Église Saint-Nicolas-de-Myre de Marseille
L'église Saint-Nicolas de Myre  est la plus ancienne église orientale de Marseille et de France, elle est, depuis son inauguration en 1822, le témoin de l'immigration orientale à Marseille et a deux originalités, son architecture avec son agencement et son décor oriental. C'est la première église de l'Église grecque-catholique melkite. La Divine Liturgie, de rite byzantin y est célébrée en arabe et en français.
Le bâtiment est la propriété du Patriarcat d'Antioche et de tout l'Orient, d'Alexandrie et de Jérusalem des Melkites. Il est géré par l'association Saint Nicolas de Myre présidée par le Père Antoine Forget-Haddad.
L'église Saint-Nicolas de Myre est inscrite au titre des monuments historiques par arrêté du 4 mai 2016 

## Histoire
Sur ordonnance de Louis XVIII, cette église est construite sur l'initiative de l'archevêque de Myre Monseigneur Maximos III Mazloum pour les réfugiés orientaux d'Égypte, à la suite des campagnes de Kléber en 1801 et de Syrie après les persécutions ottomanes de 1817. C'est la première église orientale de Marseille et même le premier édifice de l'Église grecque-catholique melkite au monde. En effet, les catholiques melkites ne furent reconnus en orient qu'en 1837 ; jusqu'alors ils se réunissaient dans des maisons particulières. En 1921 à l'occasion de son centenaire, elle est ornée de verrières de Pomez et d'une grille en fer forgée avec des fleurs de lys dues aux établissement Louis Trichard. En 2013, une première phase de restauration concerne la mise hors-d'eau, les fresques de la façade et les verrières de Pomez.
Aujourd’hui, les catholiques orientaux de Marseille disposent également d'autres lieux de culte, avec Saint-Grégoire-l’Illuminateur pour l'Église catholique arménienne, Notre-Dame de Chaldée-Saint-Marc pour l'Église catholique chaldéenne, et Notre-Dame-du-Liban pour l'Église maronite.

## Description

### Plan
Insérée entre deux immeubles son portail est aspecté à l'ouest, il s'agit bien d'une église orientée dont l'emprise au sol est d'environ trente et un mètres sur onze.
Le plan correspond au plan basilical occidental sans colonne, à l'intérieur se retrouvent les éléments du plan-type d'une église de rite byzantin. La façade, ornée au niveau supérieur d'une rangée de colonnes, est située dans l'alignement des immeubles voisins. Après avoir franchi les grilles aux fleurs de lys le narthex donne accès aux portes royales encadrées de deux fresques représentant saint Nicolas et sainte Mariam Baouardy, en religion: « sainte Mariam de Jésus Crucifié » et surmontées au tympan par un christ en gloire dans une mandorle.

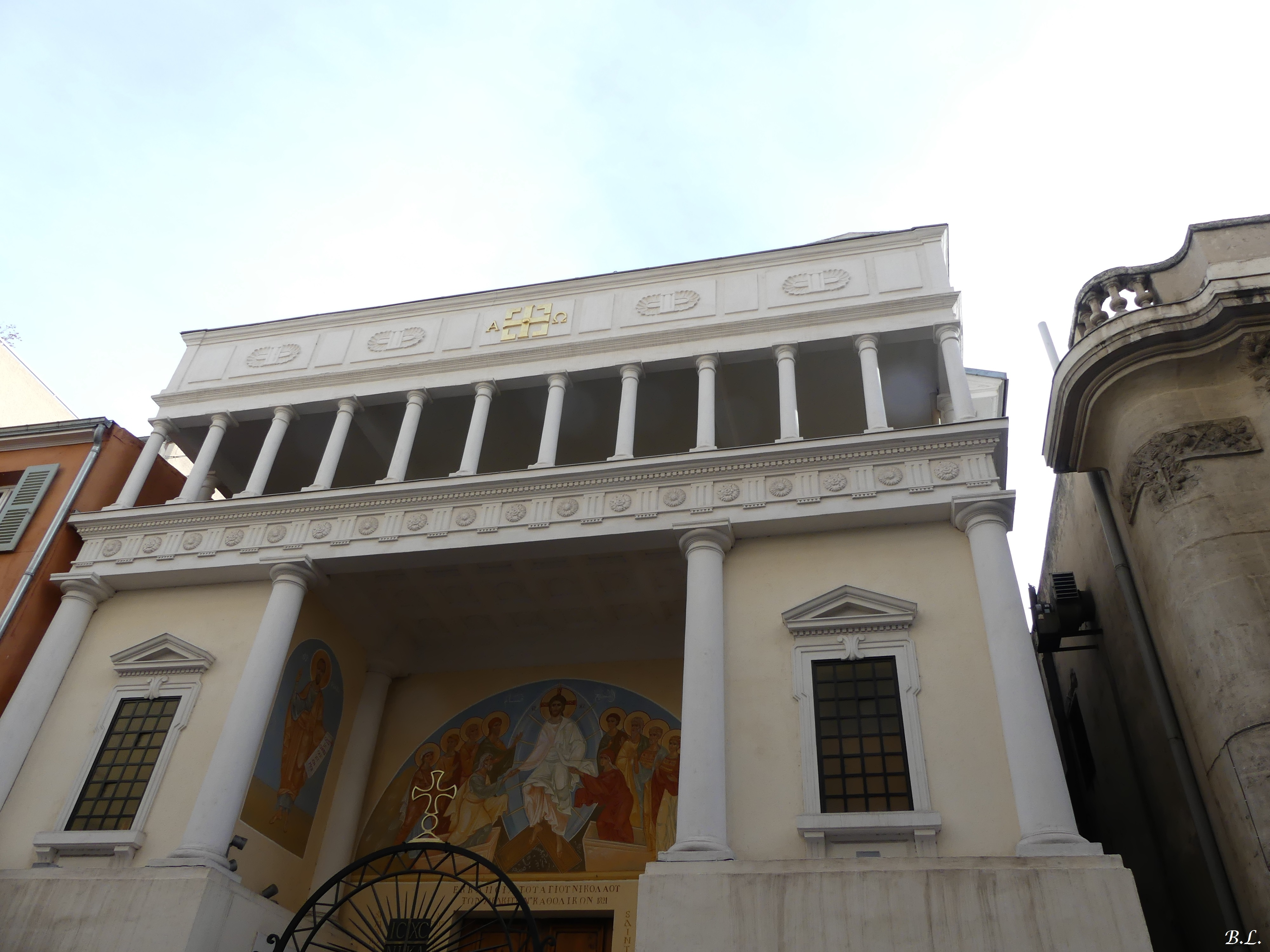
Façade.
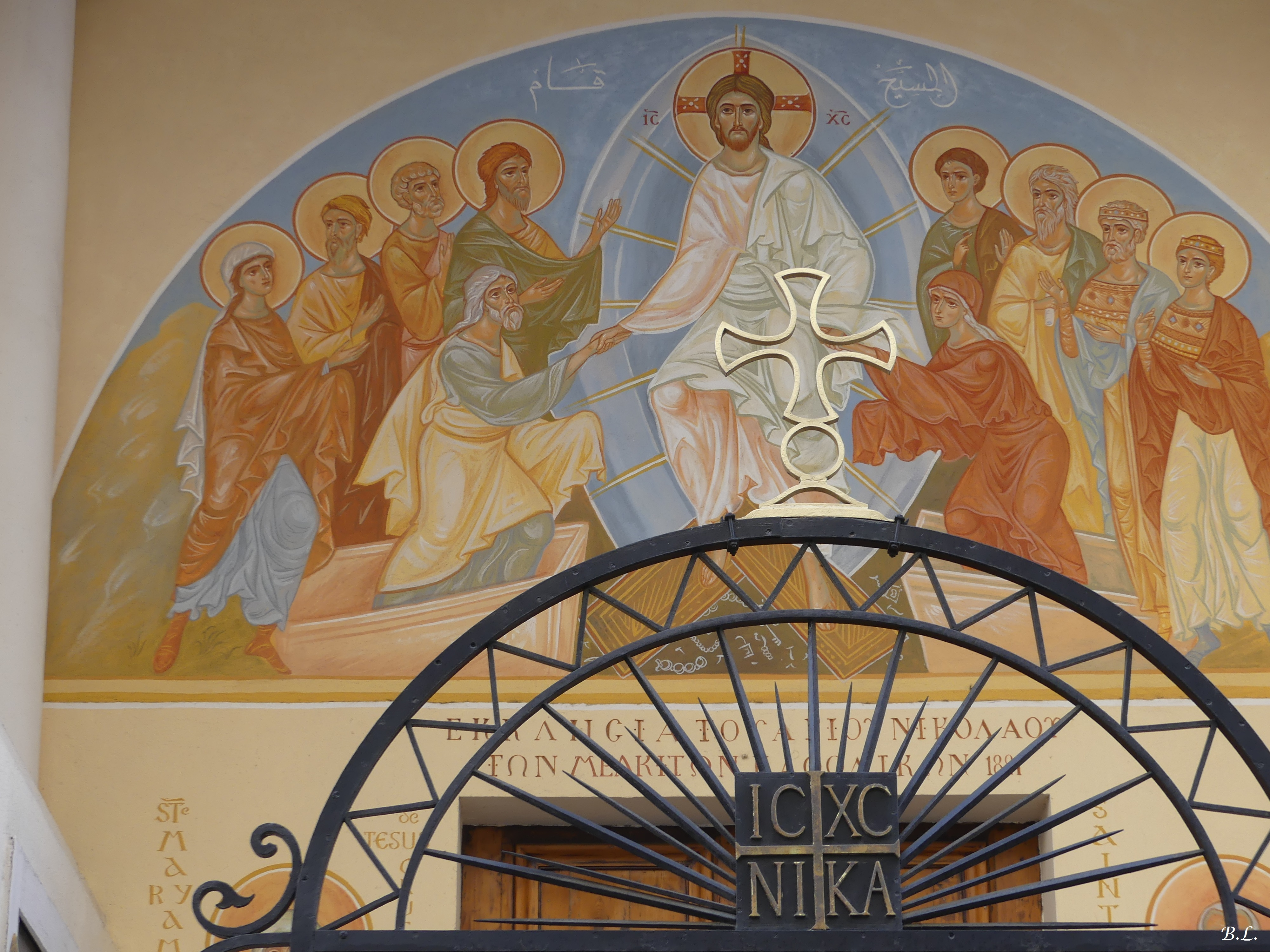
Tympan.
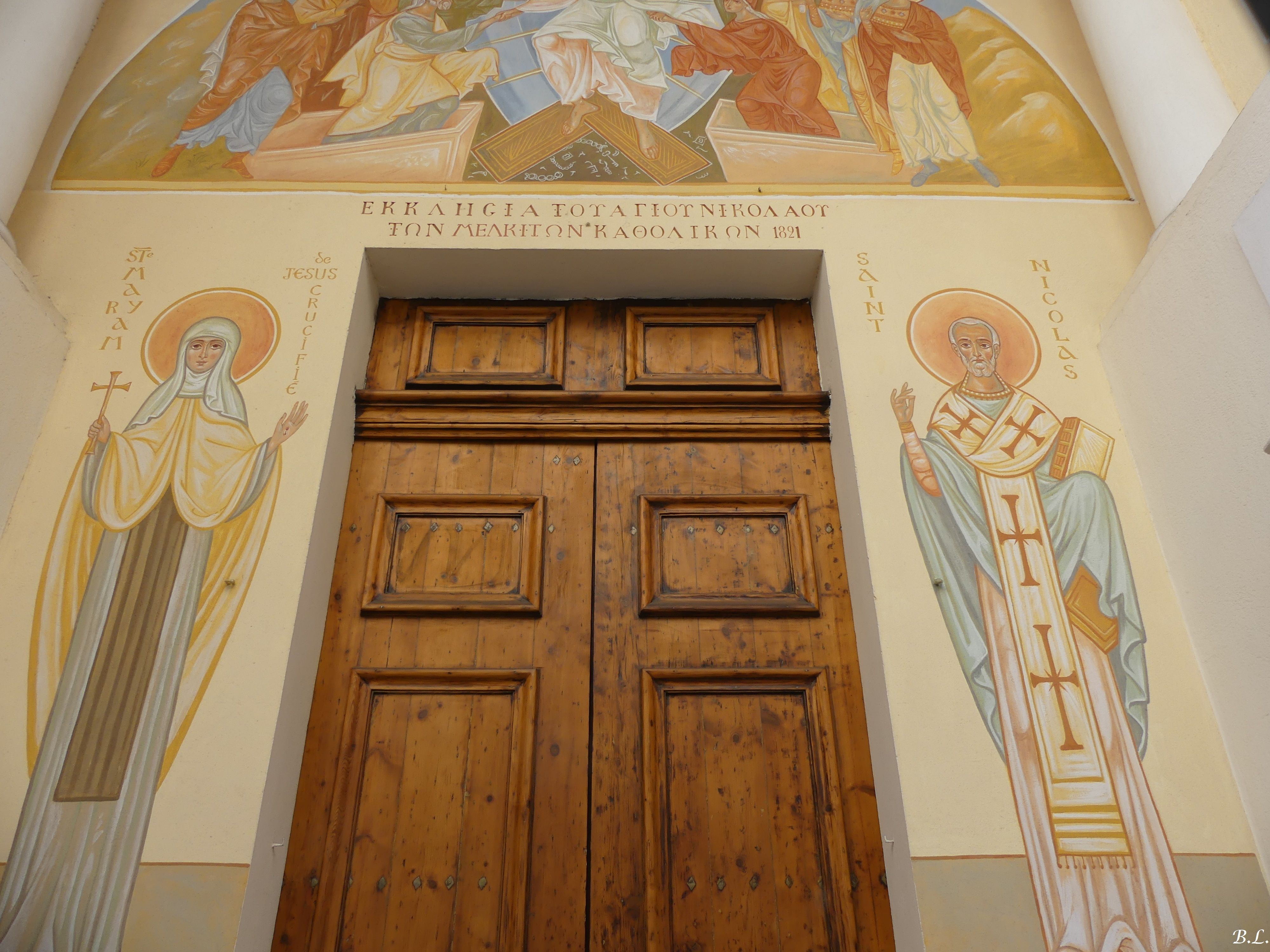
Fresques de la porte.

### Nef
La nef rectangulaire est éclairée par des vitraux en hauteur datant du premier centenaire avec au nord saint Nicolas et au sud la Vierge Marie. Les murs sont recouverts de dessins géométriques et le plafond est orné de médaillons avec des motifs d'anges. Quatre oratoires sont disposés latéralement, un dédié à saint Nicolas, un à sainte Anne et comme le veut la tradition celui de saint Joseph et un à sainte Sophie ; ils sont dus à la générosité des grandes familles levantines de Marseille : Boulad, Sakakini, Abboud et Homsy .
La chaire en marqueterie orientale fait face à un coffret-armoire murale également marquetée contenant un reliquaire - calendrier liturgique, unique en son genre. Ces deux œuvres remarquables, classées, sont signées de Girgi Bitar maître ébéniste de Damas et datent de 1905 et 1909,. Outre les ex-voto, plusieurs plaques sur les murs évoquent l'inauguration, le centenaire et la liste des curés de la paroisse. À l'est la nef est limitée par l'iconostase.

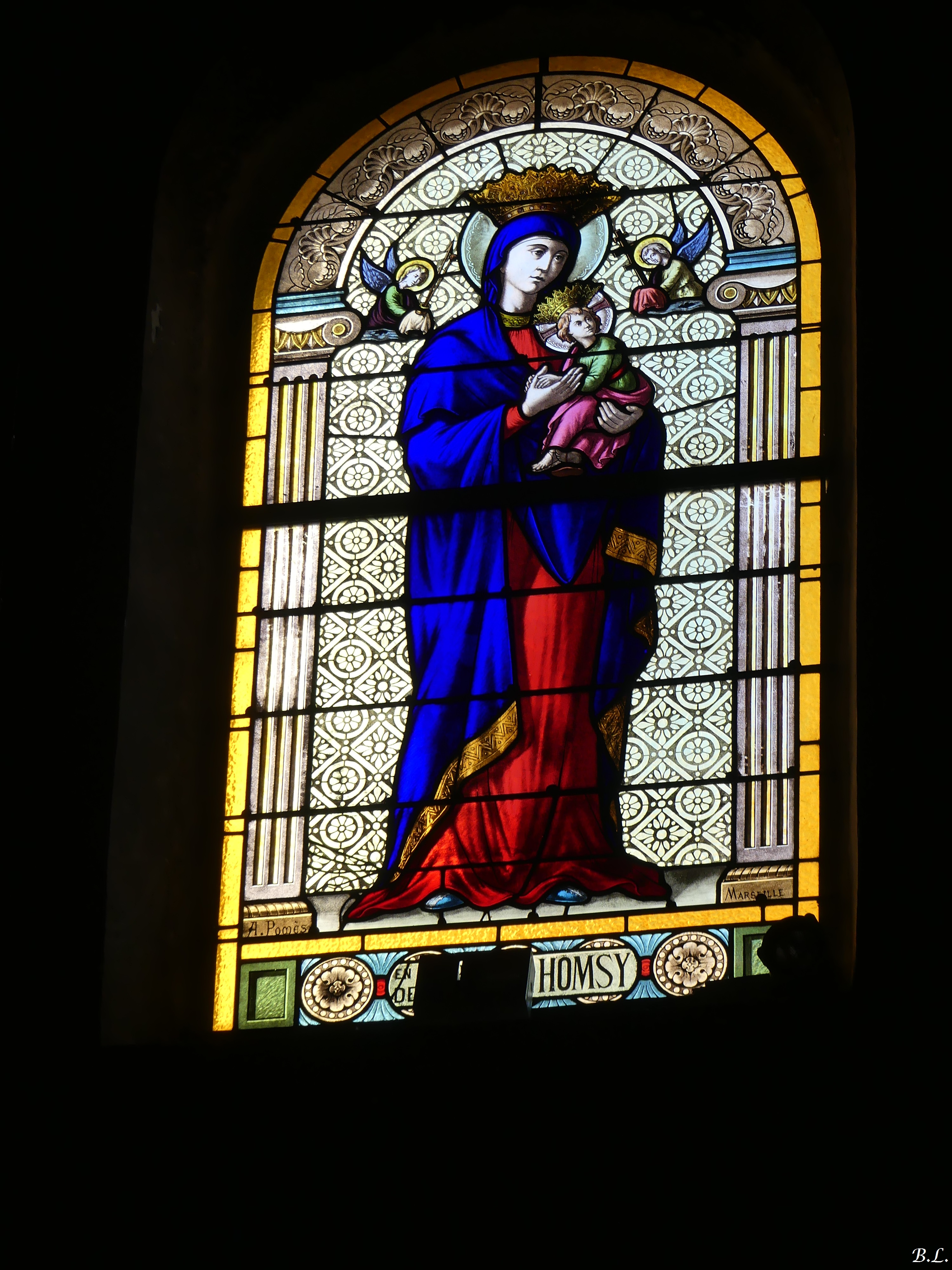
Vitrail de la Vierge.
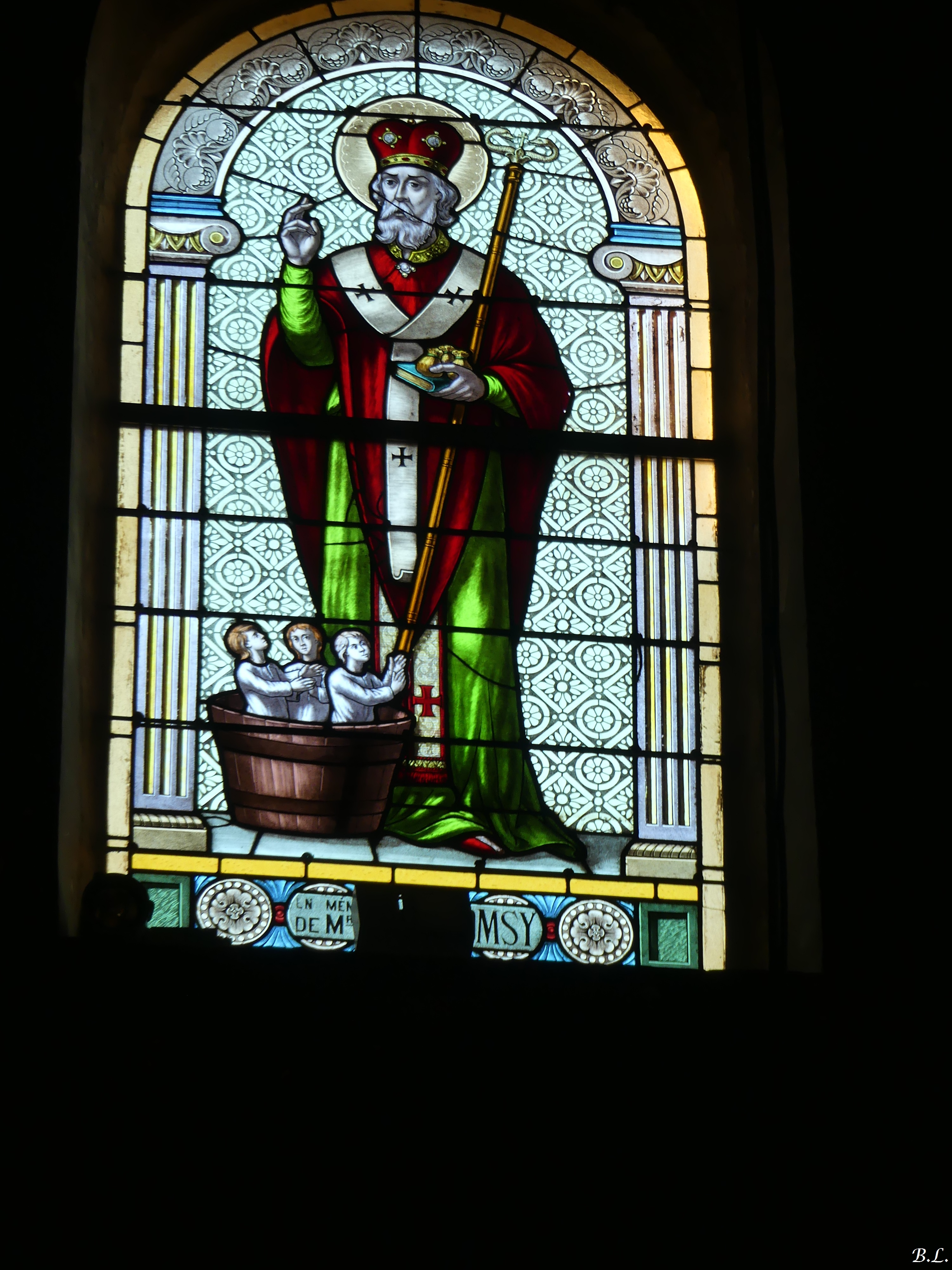
Vitrail de saint Nicolas.
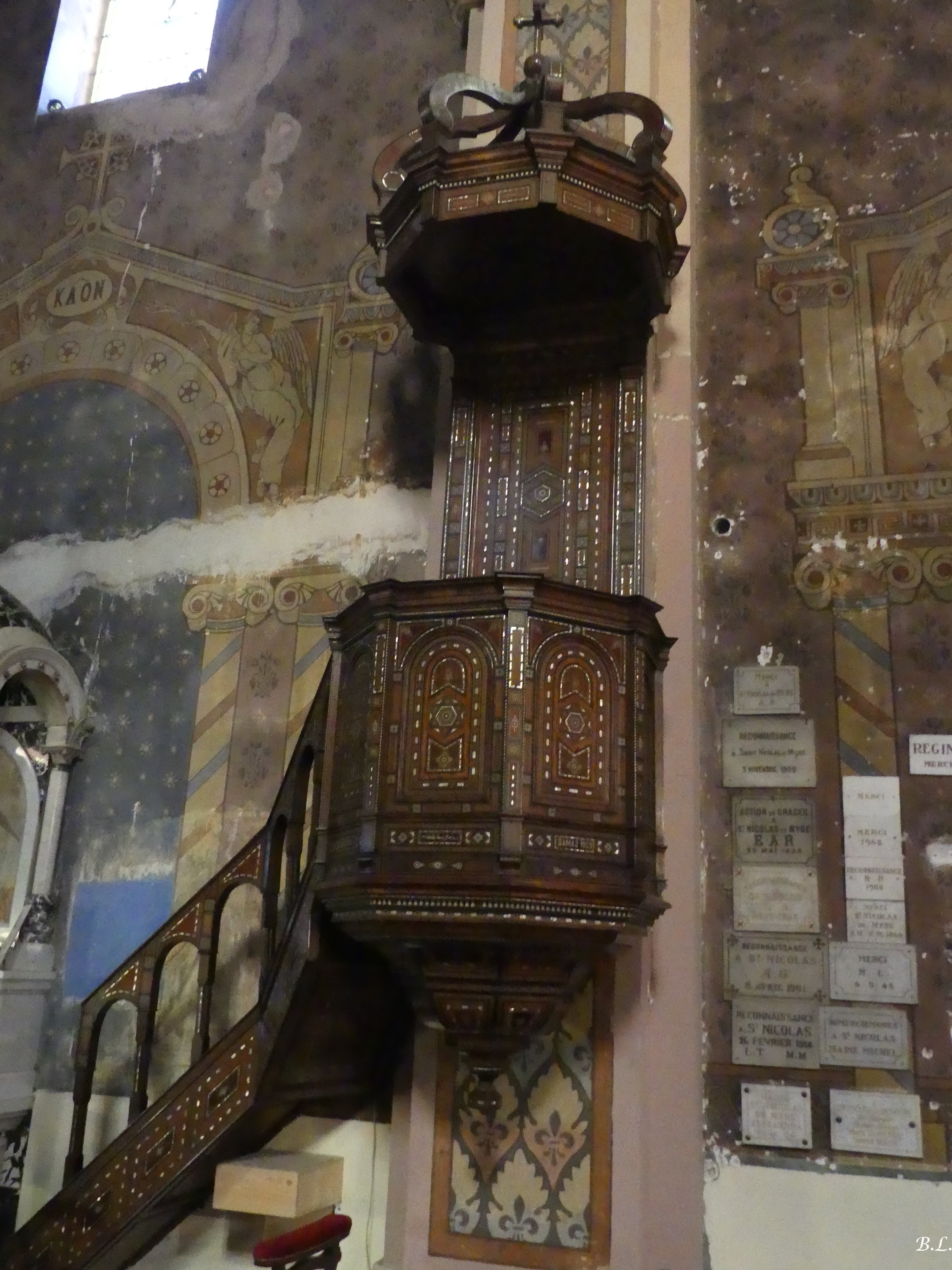
La chaire.
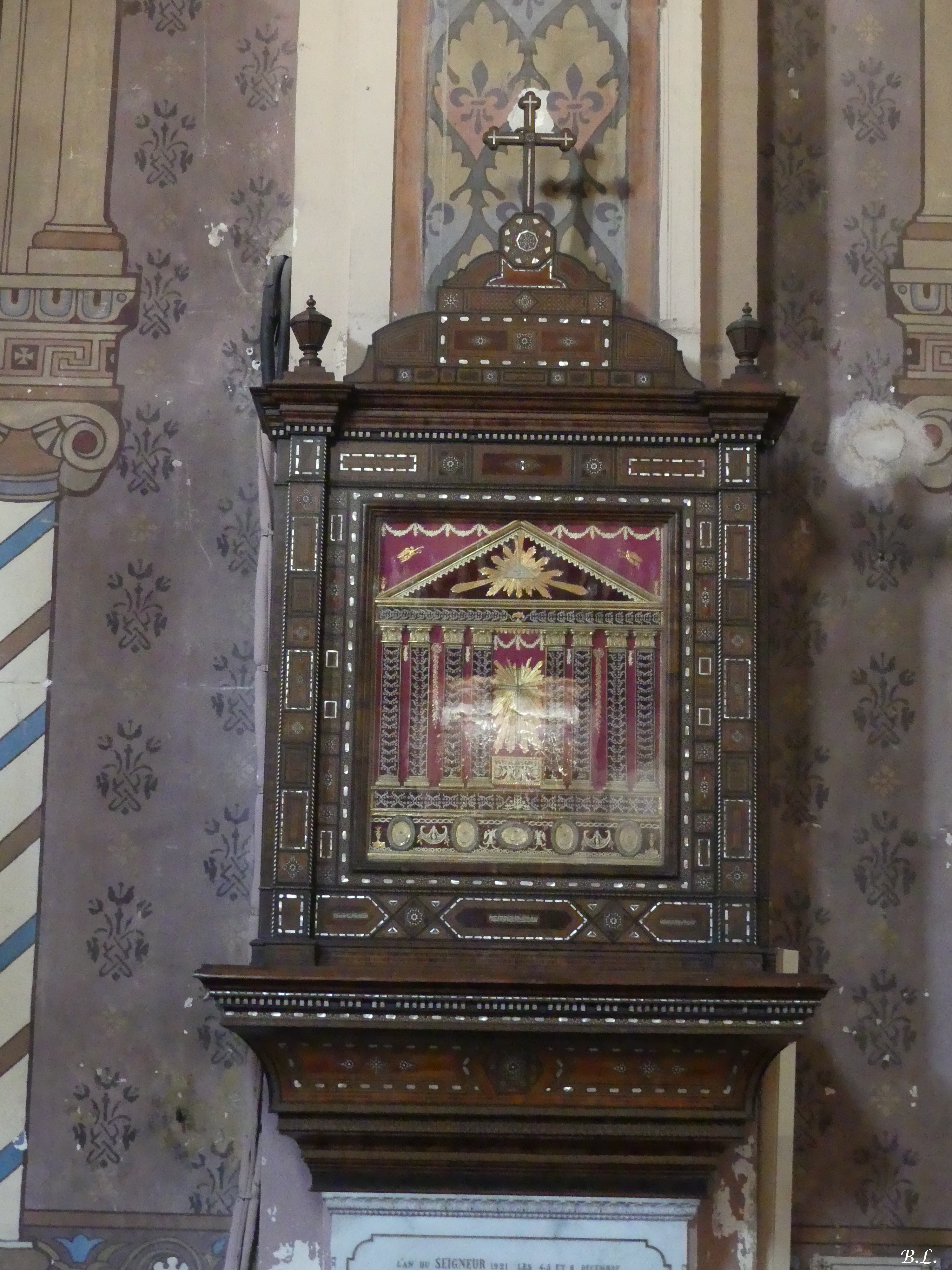
Coffret reliquaire calendrier.
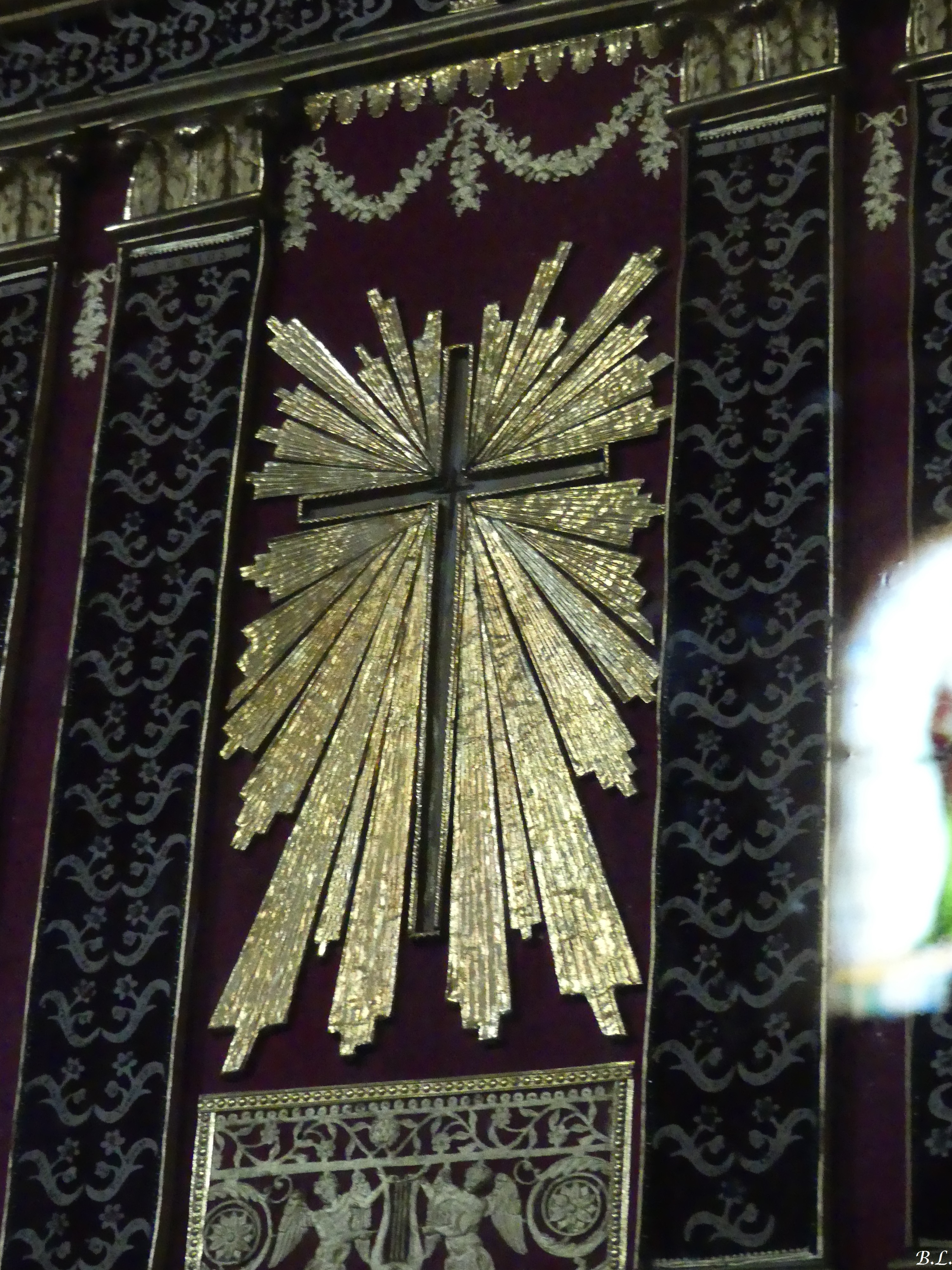
Coffret reliquaire détail.
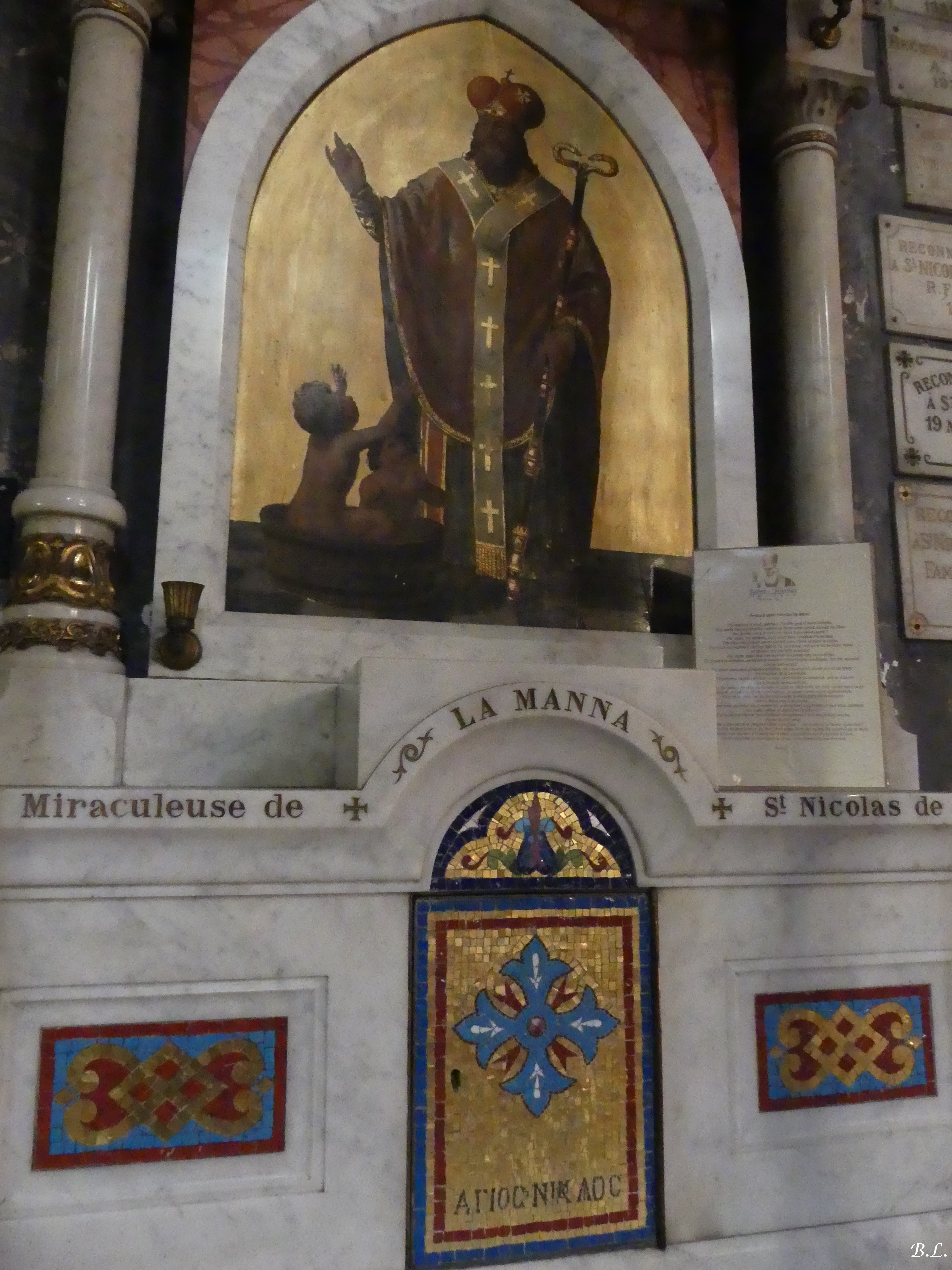
Oratoire de saint Nicolas.

### Iconostase
L'iconostase se divise en trois registres.
En bas les trois portes figurées par des rideaux, au centre la sainte porte et de chaque côté les deux portes diaconales à gauche donnant sur la table de prothèse et à droite sur la sacristie, sont séparées par une icône de la Theotokos (la Mère de Dieu), toujours à gauche comme sur toutes les iconostases, et une du Christ pantocrator toujours à droite.
Dans le registre du milieu la représentation de la Cène est complétée par la Nativité et surmontée par le tétramorphe. Au dessus les douze icônes des apôtres sont surplombées par la Sainte Croix au dessus d'un pélican symbolisant le Christ.

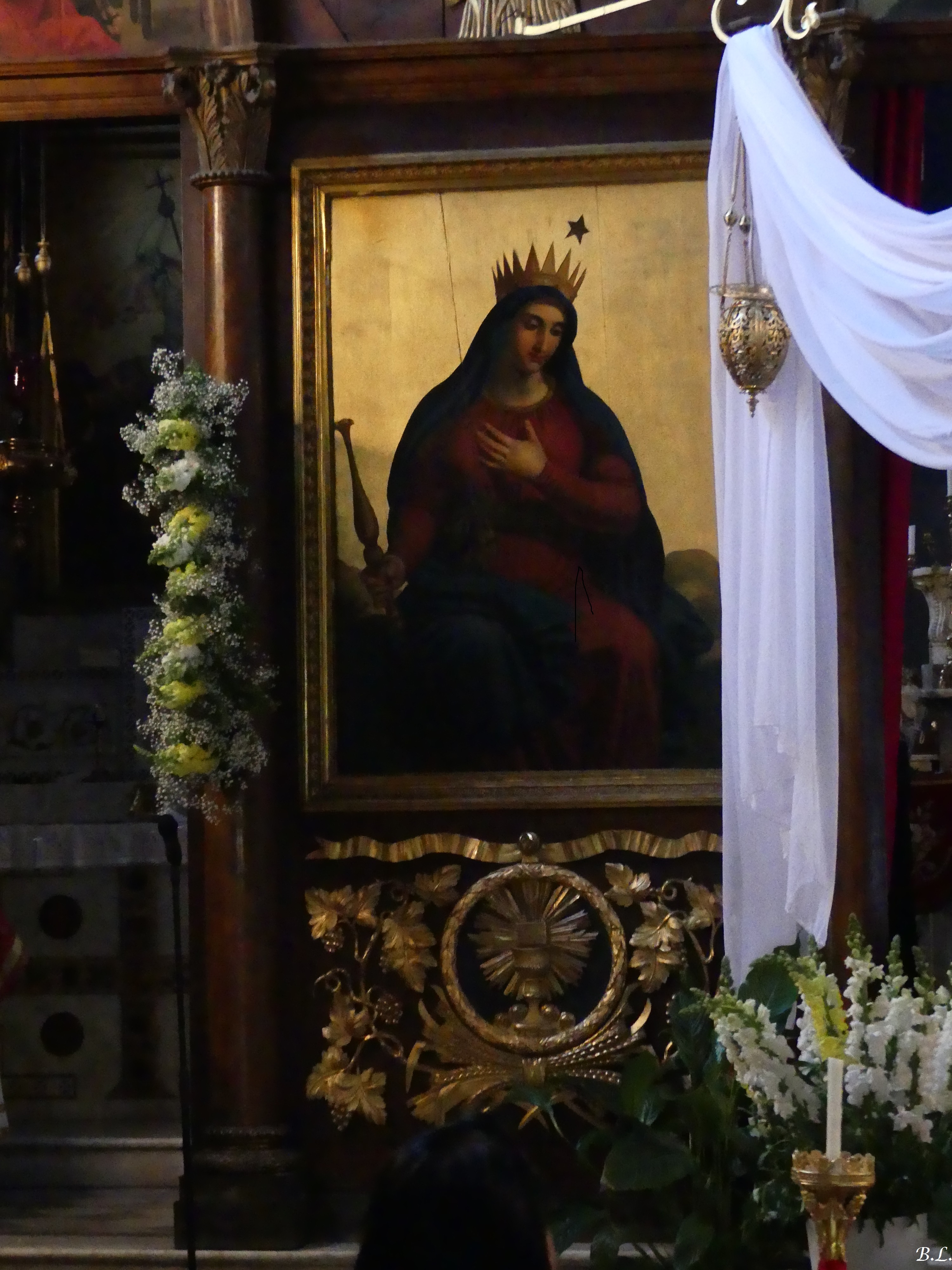
La Vierge.
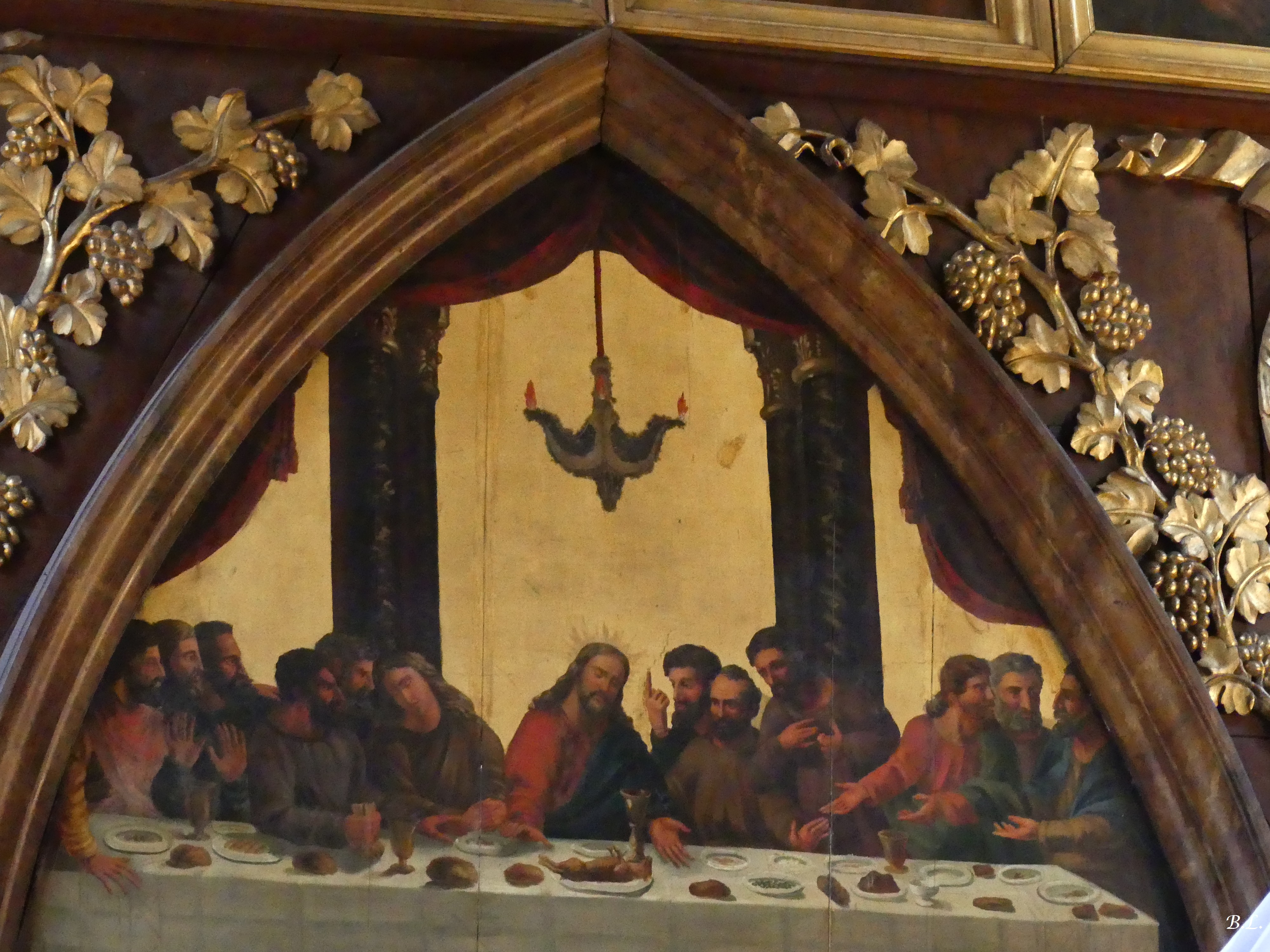
La Cène.
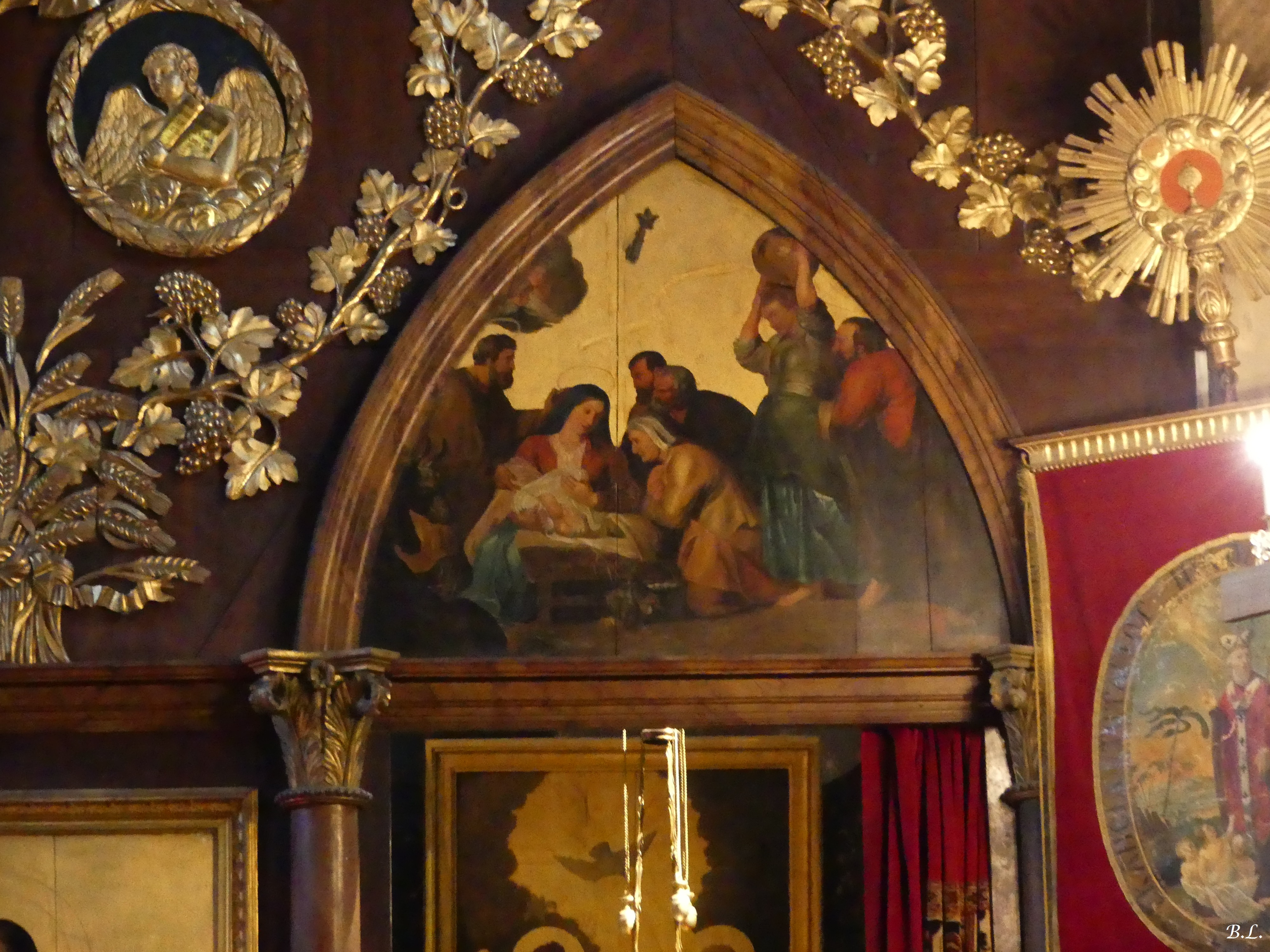
Nativité.
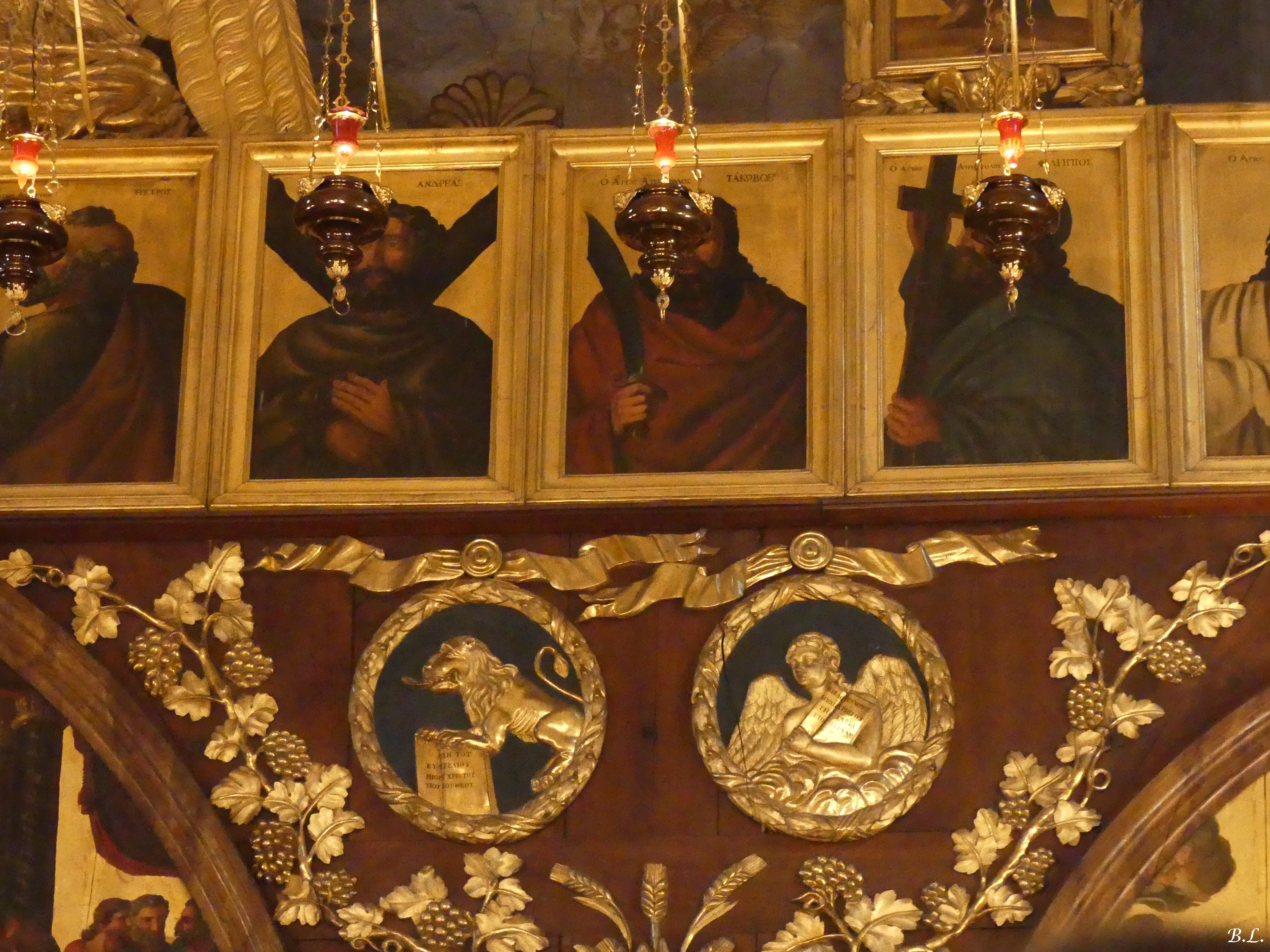
Tétramorphe et apôtres.
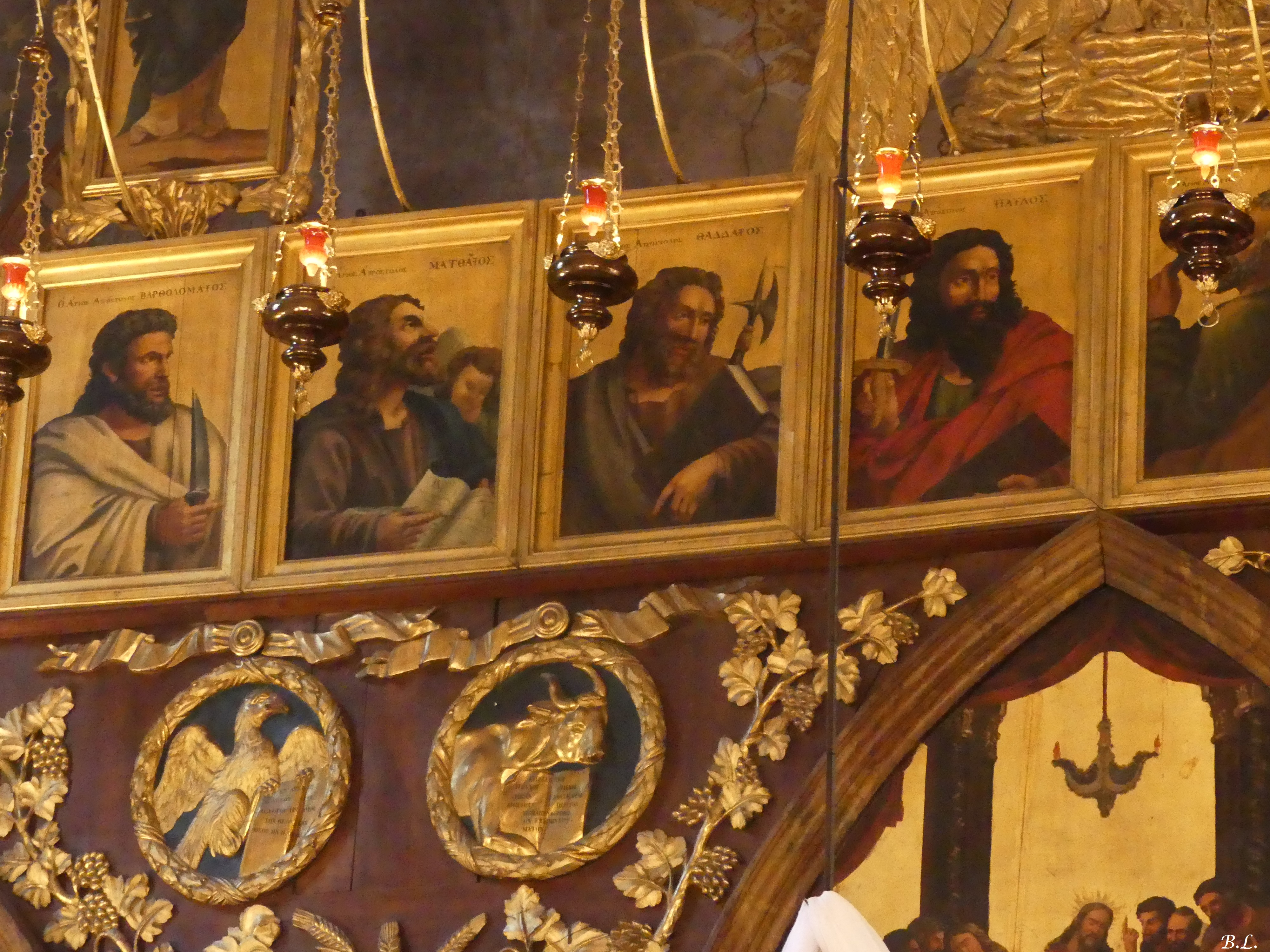
Tétramorphe et apôtres.
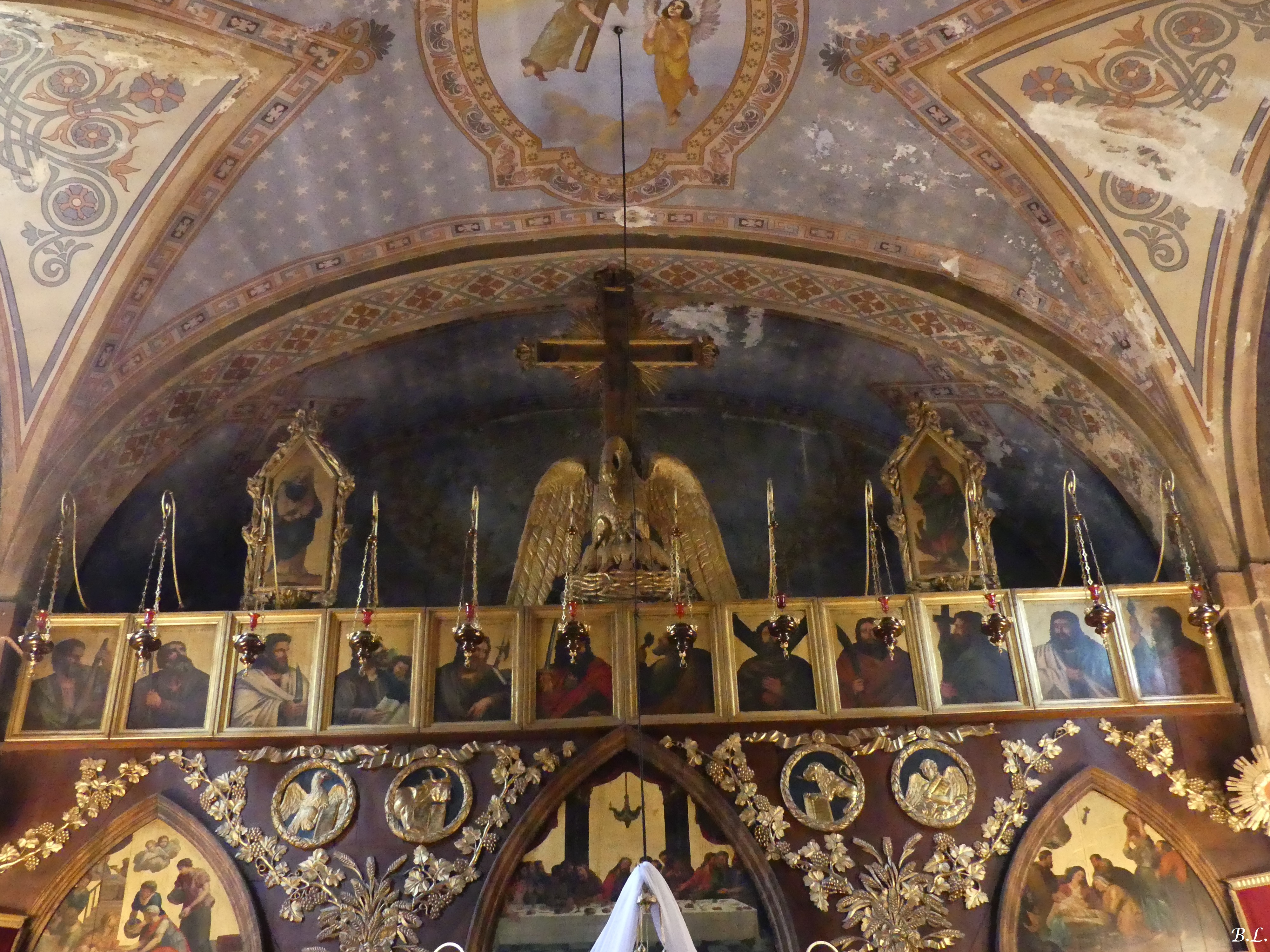
La Croix et le pélican.